# Donald Keyhoe
Donald Edward Keyhoe (n. 20 iunie 1897, Ottumwa⁠(d), Iowa, SUA – d. 29 noiembrie 1988, New Market⁠(d), Virginia, SUA) a fost un ofițer United States Marine Corps scriitor al multor articole și povestiri despre aviație într-o varietate de publicații de top și manager al turneelor promoționale ale pionierilor aviației, în special al lui Charles Lindbergh. 
În anii 1950, el a devenit cunoscut ca cercetător în domeniul OZN, argumentând că guvernul federal american ar trebui să efectueze cercetări adecvate în materie de OZN și să prezinte publicului toate dosarele despre OZN-uri. Jerome Clark scrie că "Keyhoe a fost considerat pe scară largă liderul în domeniu" al ufologiei în anii 1950 și începutul anilor '60. A fost și scriitor de literatură științifico-fantastică.

## Viața și cariera timpurie
Keyhoe s-a născut și a crescut în Ottumwa, Iowa. După ce și-a obținut diploma de licență de la Academia Națională a Statelor Unite în 1919, a fost însărcinat ca locotenent secund în Corpul Maritim al Statelor Unite. 
În 1922, brațul lui a fost rănit în timpul unui accident de avion în Guam. În timpul convalescenței sale lungi, Keyhoe a început să scrie ca un hobby. În cele din urmă a revenit la datorie, dar rănirea i-a provocat lui Keyhoe probleme persistente și, în consecință, s-a retras din marină în 1923. Apoi a lucrat pentru National Geodetic Survey și pentru Departamentul de Comerț al SUA. 
În 1927, Keyhoe a condus un tur popular de la o coastă până la cealaltă coastă a SUA a unui avion pilotat de Charles Lindbergh. Acest lucru a dus la prima carte a lui Keyhoe, Flying With Lindbergh din 1928. Cartea a avut un succes rapid și a dus la o carieră de scriitor freelancer, cu multe dintre articolele lui Keyhoe și povestiri fictive (în mare parte legate de aviație) care au apărut într-o varietate de publicații de top. 
Keyhoe s-a întors în serviciul militar activ în timpul celui de-al doilea război mondial într-o divizie de formare a aviației navale înainte de a se retrage din nou cu rangul de maior. 

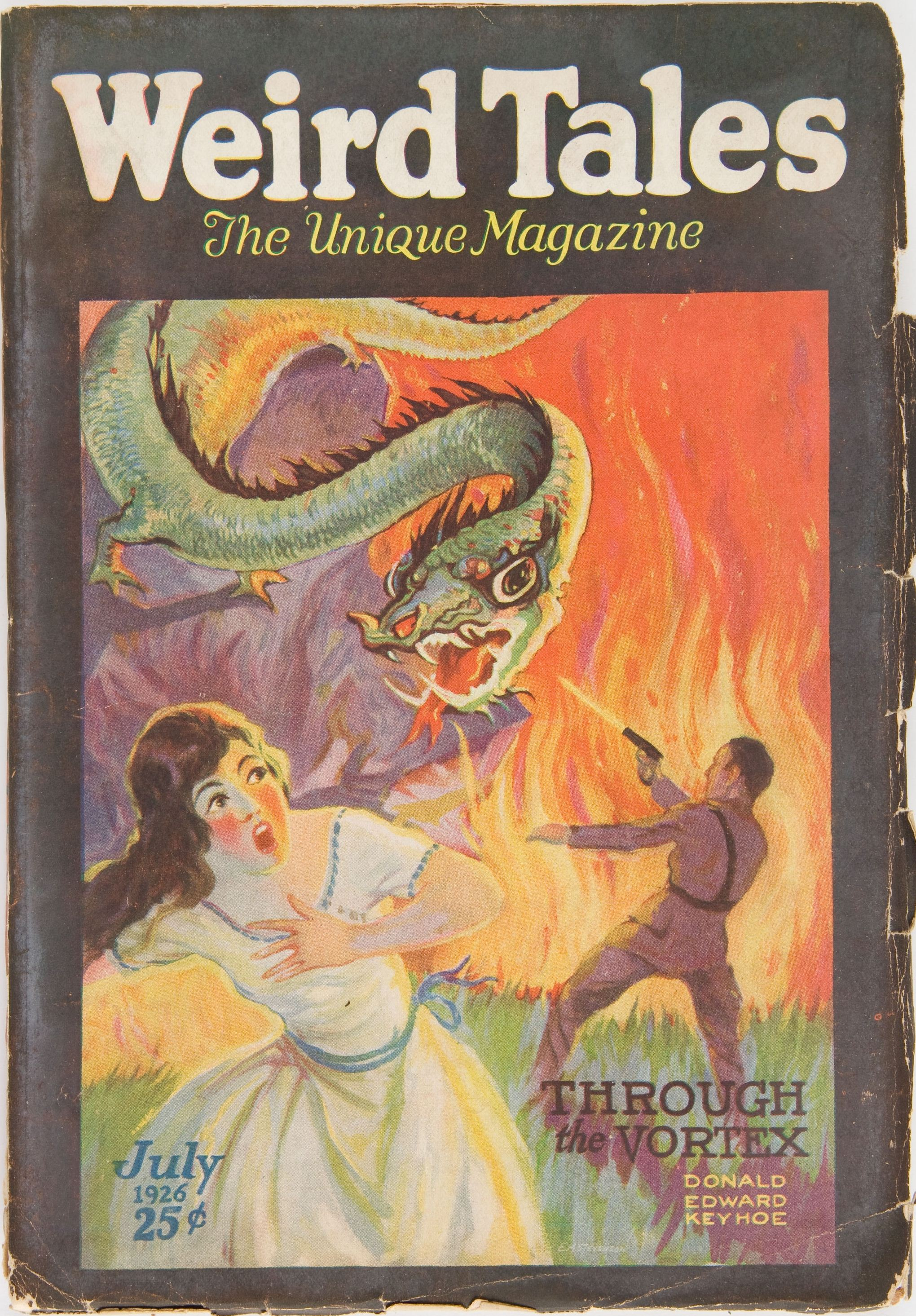
Keyhoe - "Through the Vortex" a fost povestea de pe coperta din Povestiri ciudate din iulie 1926

## Scrieri pulp
Până când au apărut cărțile despre OZN-uri, Keyhoe era deja un autor bine stabilit, cu numeroase apariții în revistele de literatură de consum din anii 1920 și 1930. Patru dintre povestirile sale au fost tipărite în The Weird Tales, una dintre cele mai prestigioase reviste de acest gen: "The Grim Passenger" (1925), "The Mystery Under the Sea" (1926), "Through the Vortex" (1926) și  "The Master of Doom" (1927). El a scris, de asemenea, romanul principal pentru toate cele trei numere ale unei reviste de scurtă durată denumită Dr. Yen Sin: "Misterul umbrei dragonului" (mai / iunie 1936), "Misterul Craniului de Aur" (iulie / august 1936 ) și "Misterul mumiei cântâtoare" (septembrie / octombrie 1936). Doctorul se opunea unui erou care nu putea să doarmă. 
Keyhoe a scris o serie de povestiri cu aventură aeriană pentru Flying Aces și alte reviste și a creat doi supereroi mai mari decât cei din acest gen. Primul dintre aceștia a fost căpitanul Philip Strange, denumit "Creierul Diavolului" și "Asul Fantomă al lui G-2". Căpitanul Strange a fost un ofițer american de informații în timpul primului război mondial, care a dobândit percepție extrasenzorială și alte puteri mentale. Existența sa a fost perpetuată dincolo de povestirile lui Keyhoe ca membru minor al universului Wold Newton.
Alt supererou as de aviație al lui Keyhoe a fost Richard Knight, un veteran al primului război mondial, care a fost orbit în luptă, dar a câștigat o capacitate supranaturală de a vedea în întuneric. Knight a apărut într-o serie de povestiri de aventură stabilite în anii 1930 (când povestirile au fost scrise). 
Alte serii pe care le-a scris: seria „Eric Trent“, în Flying Aces și Vanished Legion în Dare-Devil Aces și două serii de lungă durată: "The Devil Dog Squadron" în Sky Birds și "The Jailbird Flight" în Battle Aces. 
Multe dintre povestirile lui Keyhoe pentru reviste pulp erau science fiction sau de fantezie ciudată sau conțineau o măsură semnificativă a acestor elemente   - un fapt care nu a fost uitat de criticii săi ulteriori ai cărților OZN.
Donald Keyhoe a fost, de asemenea, un scriitor freelancer pentru revistele Saturday Evening Post, The Nation și Reader's Digest.

## Farfuriile zburătoare sunt reale
Urmând raportul lui Kenneth Arnold despre obiecte aeriene ciudate și în mișcare rapidă din vara lui 1947, interesul pentru "discurile" și "farfuriile zburătoare" a fost larg răspândit. Keyhoe a urmărit subiectul cu interes, deși inițial era sceptic la orice răspunsul extraordinar la întrebarea OZN. De ceva timp, True (o revistă populară americană a bărbaților) se interesa în rândul autorităților și oficialilor cu privire la chestiunea farfuriilor zburătoare, cu puține rezultate care să arate eforturile lor. În jurul lunii mai 1949, după ce Forțele Aeriene ale SUA au difuzat informații contradictorii despre farfuriile zburătoare, editorul Ken Purdy s-a adresat lui Keyhoe, care a scris pentru revistă, el avea, de asemenea, mai mulți prieteni și persoane de contact în armată și în Pentagon. 
După câteva investigații, Keyhoe a devenit convins că farfuriile zburătoare erau reale. Formele lor, manevrele de zbor, vitezele și tehnologia acestora erau cu mult departe de evoluțiile tehnologice ale oricărei națiuni terestre, de aceea Keyhoe s-a convins că ele trebuie să fie produse ale inteligențelor necunoscute și că guvernul american încearcă să suprime întregul adevăr despre subiect. Această concluzie s-a bazat în special pe răspunsul pe care Keyhoe l-a primit când a chestionat diferiți oficiali despre farfuriile zburătoare. I s-a spus că nu există nimic în legătură cu acest subiect, dar totuși i s-a refuzat în același timp accesul la documentele legate de observațiile unor farfurii zburătoare. 
Articolul lui Keyhoe, "Flying Saucers Are Real - Farfuriile zburătoare sunt reale", a apărut în ediția din 1950 a revistei  True (publicat la 26 decembrie 1949) și a provocat o senzație. Deși astfel de afirmații sunt întotdeauna greu de verificat, căpitanul Edward J. Ruppelt, primul șef al Proiectului Blue Book, a raportat că "se zvonește printre editorii de reviste că articolul lui Don Keyhoe în True a fost unul dintre cele mai citite și mai discutate articole din reviste din istorie." 
Capitalizând acest interes, Keyhoe a extins articolul într-o carte, The Flying Saucers Are Real (1950); care s-a a vândut în peste jumătate de milion de copii broșate (paperback). El a susținut că Forțele Aeriene știau că farfuriile zburătoare erau extraterestre, dar au ascuns rapoartele pentru a evita panica publică. În viziunea lui Keyhoe, străinii   - oricare ar fi originile sau intențiile lor   - nu păreau ostili și probabil că supravegheau Pământul de două sute de ani sau mai mult, deși Keyhoe a remarcat  că "observația lor a crescut brusc în 1947, ca urmare a seriei de explozii cu bombă A din 1945". Dr. Michael D. Swords a caracterizat cartea ca fiind "o reacție destul de senzațională, dar precisă a problemei". (Swords, p. 100) Boucher și McComas  au apreciat-o drept "conștientă, inteligentă și convingătoare".
Keyhoe a scris mai multe cărți despre OZN-uri. Flying Saucers from Outer Space (Holt, 1953) este probabil cea mai impresionantă, fiind în mare parte bazată pe interviuri și rapoarte oficiale verificate ale Forțelor Aeriene. Cartea a inclus un eseu al lui Albert M. Chop, secretarul de presă al Forțelor Aeriene din Pentagon, care l-a caracterizat pe Keyhoe ca "reporter responsabil și precis" și a aprobat argumentele lui Keyhoe în favoarea ipotezei extraterestre. Aceste avize doar au cimentat credința, susținută de unii observatori, că mesajele mixte ale Forțelor Aeriene despre OZN s-au datorat unei mușamalizări. 
Carl Jung a susținut că primele două cărți ale lui Keyhoe au fost "bazate pe materiale oficiale și au evitat pe baza unor studii speculațiile sălbatice, naivitatea sau prejudecățile altor publicații [OZN]".
Alții nu au fost de acord cu evaluările lui Keyhoe. În cartea sa din 1956, Edward J. Ruppelt a scris: "Forțele aeriene nu au încercat să mușamalizeze" și au declarat că "Problema a fost abordată printr-o confuzie organizată". 
Cartea lui Ruppelt indică faptul că Ruppelt a contabilizat unele păreri mai slabe ale lui Keyhoe și ale scrierilor sale timpurii; Ruppelt a remarcat că, în timp ce Keyhoe descria corect, în general, faptele, interpretarea faptelor a fost o altă întrebare în întregime. A crezut că Keyhoe a oferit adesea material pentru a face senzație și îl acuza pe Keyhoe de "citirea minții", adică se referea la ceea ce se gândea el și ceilalți ofițeri. Cu toate acestea, Keyhoe citează conversații cu Ruppelt în cărțile ulterioare, sugerând că Ruppelt ar fi putut ocazional să-l sfătuiască pe Keyhoe.

## Era NICAP
În 1956, Keyhoe a înființat Comitetul Național pentru Investigațiile privind fenomenele aeriene (National Investigations Committee on Aerial Phenomena, NICAP). El a fost una dintre numeroasele personalități profesionale, militare sau științifice importante din consiliul de administrație, care au dat grupului un grad de legitimitate față de multe dintre celelalte "cluburi de farfurii zburătoare" contemporane lipsite de putere. NICAP a publicat un buletin informativ, The UFO Investigator - Investigatorul OZN, care a fost trimis prin poștă membrilor săi. Deși buletinul informativ urma să fie publicat în mod regulat lunar, din cauza unor probleme financiare, acesta a fost adesea difuzat pe o bază mai eratică. De exemplu, în 1958 au fost publicate patru numere, dar numai două au fost publicate în 1959.
Fondatorul NICAP, Thomas Townsend Brown, a fost demis din funcția de director la începutul anului 1957, după ce s-a confruntat cu acuzații repetate de inaptitudine financiară. Keyhoe îl înlocuiește; el a fost doar puțin mai bun în gestionarea finanțelor NICAP, iar organizația s-a confruntat adesea cu deficite financiare și crize pe parcursul a doisprezece ani cu Keyhoe ca director. Chiar și așa, a rămas cel mai mare și mai influent grup civil de cercetare OZN din Statele Unite de la sfârșitul anilor 1950 până la sfârșitul anilor '60.
Cu Keyhoe în frunte, NICAP a făcut eforturi pentru audierile Congresului și investigații privind OZN-urile. Au atras atenția mass-mediei și publicului larg (numărul membrilor NICAP a atins un nivel de vârf de aproximativ 15 000 la începutul și mijlocul anilor 1960), dar au obținut doar un interes foarte redus din partea oficialilor guvernamentali. 
Cu toate acestea, a existat o critică din ce în ce mai mare a Proiectului Blue Air al Forțelor Aeriene. Ca urmare a unui val larg publicat de rapoarte despre OZN în 1966, NICAP se număra printre cei care au cerut o investigație științifică independentă a OZN-urilor. Comitetul Condon (Condon Committee) a fost format în cadrul Universității din Colorado, având în vedere acest scop, deși a devenit rapid rănit în lupte și mai târziu în controverse. Keyhoe a publicat așa-numitul "Trick Memo", memorandum jenant scris de coordonatorul comitetului Condon, care părea să sugereze că Comitetul aparent obiectiv și neutru s-a hotărât să urmeze o operațiune de demistificare chiar înainte de a-și începe studiile.

## Apariții la televiziune
La 22 ianuarie 1958, Keyhoe a apărut la o emisiune de televiziune CBS, Armstrong Circle Theatre, pentru a vorbi pe tema OZN-urilor. Keyhoe a acuzat că un comitet al Congresului american a evaluat dovezi care, făcute publice,  "vor dovedi absolut că OZN-urile sunt mașini sub controlul unei inteligențe" (“will absolutely prove that the UFOs are machines under intelligent control.”) Totuși, CBS a tăiat sonorul emisiunii live. Herbert A. Carlborg, directorul de editări al CBS, a declarat că "acest program a fost curățat cu atenție din motive de securitate".
La 8 martie 1958, Keyhoe a apărut la Interviul lui Mike Wallace de pe ABC și a vorbit despre farfuriile zburătoare, contactați și a oferit detalii despre cenzura din cadrul emisiunii Armstrong Circle Theatre, el a învinuit mai degrabă Forțele Aeriene decât pe CBS pentru întreruperea sunetului.

## Viața târzie
Componența membrilor NICAP a scăzut la sfârșitul anilor 1960, iar Keyhoe a fost acuzat de criticii din cadrul NICAP pentru declinul organizației. Unii membri ai NICAP l-au acuzat de manipularea incompetentă a finanțelor și a personalului NICAP și de faptul că era prea autoritar în stilul său de conducere. Până în iulie 1969, NICAP s-a confruntat cu falimentul, iar Keyhoe a fost nevoit să concedieze cinci dintre cei nouă membri ai personalului NICAP.  În plus, The UFO Investigator buletinul informativ al organizației, editat și publicat de Keyhoe,  a început să fie publicat și distribuit la mijlocul anilor șaizeci din ce în ce mai puțin și a devenit mai puțin fiabil, ceea ce a supărat numeroși abonați NICAP. În 1969, Keyhoe și-a îndreptat atenția asupra militarilor și s-a concentrat asupra CIA ca sursă a mușamalizării OZN-urilor. Cu toate acestea, Consiliul de administrație al NICAP, condus de colonelul Joseph Bryan III, a investigat finanțele NICAP și a constatat că taxele de securitate socială au fost reținute din salariile angajaților, dar nu au fost raportate guvernului și că unii membri NICAP nu și-au plătit cotizațiile anuale de ani de zile, dar încă primeau copii ale The UFO Investigator și se bucurau de drepturi complete de apartenență la NICAP. În decembrie 1969, în ceea ce a fost descris ca o "întâlnire furtunoasă", consiliul de administrație l-a obligat pe Keyhoe să se pensioneze din funcția de șef al NICAP.  Colonelul Bryan a devenit noul director al NICAP. Sub conducerea lui Bryan, NICAP și-a desființat grupurile afiliate la nivel local și de stat și, până în 1973, a fost complet închis. 
În 1973, Keyhoe a scris cartea sa finală despre OZN-uri, Aliens from Space. A promovat Operațiunea Lure, un plan de a atrage extratereștri ca să aterizeze pe Pământ și a descris problemele pe care Keyhoe le-a avut din partea agenților guvernamentali.
Dincolo de această carte, Keyhoe nu a avut prea multe contacte cu ufologia în timp ce s-a aflat la pensie. Cu toate acestea, el a vorbit la mai multe conferințe OZN după demiterea sa de la NICAP. În 1981 s-a alăturat consiliului de administrație al MUFON, însă apartenența a fost în esență doar cu numele datorită scăderii sănătății sale și astfel nu a avut prea multe de-a face cu organizația. Donald Keyhoe a murit în 1988 la vârsta de 91 de ani și a fost îngropat în cimitirul Green Hill din Luray, Virginia. 
Mai multe dintre cărțile lui Keyhoe sunt acum în domeniul public și sunt disponibile online.

## Cărți
- Flying with Lindbergh, 2003 (retipărire), Kessinger Publishing, ISBN: 0-7661-4294-9
- The Flying Saucers Are Real (1950), 2006 (retipărire), Cosimo Classics, ISBN: 1-59605-877-3
- Flying Saucers from Outer Space (1953), Henry Holt and Company, NY
- The Flying Saucer Conspiracy, 1955, Henry Holt and Company, NY
- Flying Saucers: Top Secret, 1960, G.P. Putnam & Sons, ASIN B000EB427C
- Aliens from Space: The Real Story of Unidentified Flying Objects, 1973, Signet Press, ASIN B000HYOMMG
- The Vanished Legion, 2011 (retipărire), Age of Aces, ISBN: 0-9820950-6-6
- Captain Philip Strange: Strange War, 2011 (retipărire), Age of Aces, ISBN: 0-9820950-8-2
- The Complete Adventures of Richard Knight Volume 1, 2011 (reprint), Altus Press, ISBN: 1-6182700-7-9
- The Complete Adventures of Richard Knight Volume 2, 2017 (reprint), Altus Press,
- Captain Philip Strange: Strange Enemies, 2012 (retipărire), Age of Aces, ISBN: 0-9820950-9-0
- Captain Philip Strange: Strange Operators, 2014 (retipărire), Age of Aces, ISBN: 978-1-937590-02-4
- The Complete Adventures of Eric Trent, Volume 1, 2016 (retipărire), ALtus Press, ISBN: 9781618272829
- Captain Philip Strange: Strange Spectres, 2016 (retipărire), Age of Aces, ISBN: 978-1-937590-08-6
- The Jailbird Flight: Dead Man’s Drome, 2015 (retipărire), Age of Aces, ISBN: 978-1-937590-04-8